# Pfadfinderbund Süd
Der Pfadfinderbund Süd (PBS) ist ein deutscher Pfadfinderverband mit Gruppen in Baden-Württemberg. Die Aktivitäten des eingetragenen Vereins mit Sitz in Karlsbad und etwa 1000 Mitgliedern waren Mitte der 1990er Jahre Anlass für umfangreiche staatsanwaltschaftliche Ermittlungen, unter anderem wegen Holocaustleugnung, sämtliche sich anschließenden Gerichtsverfahren wurden eingestellt oder endeten in einem Fall mit dem Freispruch des Angeklagten.

## Geschichte
Der Pfadfinderbund Süd entstand 1970 aus der Landesmark Nordbaden des Bundes Deutscher Pfadfinder (BDP), den er wegen des als „Umwandlung in einen linkssozialistischen bis kommunistischen Jugendverband“ wahrgenommenen innerverbandlichen Veränderungsprozesses verließ. Gemeinsam mit weiteren aus dem BDP ausgeschiedenen Gruppen gründete der Pfadfinderbund Süd im selben Jahr den Deutschen Pfadfinderverband.
Diesen Dachverband verließ der Pfadfinderbund Süd 1981 nach „Diskrepanzen um die Grundlagen und den Kurs des Verbands“, gleichzeitig trat eine örtliche Gruppe aus dem Verein aus, sie schloss sich dem Ring junger Bünde Baden-Württemberg an. Sechs weitere Gruppen erklärten 1988/89 ihren Austritt; als Gründe nannten sie unter anderem die seit 1985 „zunehmende Polarisierung bei allgemein-politischen Themen (Schwangerschaftsabbruch, Militärstrategien (SDI), Bewertung der jüngsten Deutschen Geschichte), (d)ie zunehmende Einflußnahme von der Bundesführung in die Stämme hinein gegen den Willen der Stammesführungen über Lehrgänge und Seminare bis hin zu Unterstützung von Abspaltungen, Stilfragen bzw. Auseinandersetzung mit gesellschaftlichen Einflüssen (Kleidung, Musik, gefärbte Haare, Zöpfchen und Ohrringe bei Männern, Rauchen, Alkohol (und d)as Auftauchen von esoterische Themen (Weltverschwörungstheorien, Übersinnliche Wahrnehmungen)“. Mit Ausnahme einer Gruppe, die in den Bund der Pfadfinderinnen und Pfadfinder eintrat, wurden diese Gruppen Mitglieder in der Pfadfinderschaft Süddeutschland.
Am 19. April 1995 veröffentlichten die Mosbacher Nachrichten, eine Regionalausgabe der Rhein-Neckar-Zeitung, unter der Überschrift „Der Marsch abenteuerlustiger Kinder in die Abhängigkeit“ einen zweiseitigen Artikel über den Pfadfinderbund Süd, in dem diesem vorgeworfen wurde, politisch rechts orientiert zu sein, sektenähnlichen Charakter zu besitzen und Kinder und Jugendliche systematisch dem Elternhaus zu entziehen. Als Beispiele wurden unter anderem die Versuche eines 15-jährigen Mädchens genannt, das Sorgerecht von den leiblichen Eltern auf eine dem Pfadfinderbund Süd nahestehende Familie übertragen zu lassen, sowie vom Verein erlassene Vorschriften zur Kleidung auch außerhalb der Vereinsveranstaltungen, zum Freizeitverhalten und zu Kontakten zu anderen Jugendgruppen. Weitere Berichte gab es unter anderem in der ARD-Sendung Panorama. Bereits zuvor hatte es Vorwürfe gegeben, der Verein würde „wehrsportähnliche Veranstaltungen“ durchführen.
Im Anschluss an diese Veröffentlichung leitete die Staatsanwaltschaft Mosbach Ermittlungen wegen des Verdachts der Bildung einer kriminellen Vereinigung und wegen Volksverhetzung ein. Bei Hausdurchsuchungen bei sieben führenden Mitgliedern wurden „neben anderen »rechtsradikalen und volksverhetzenden Schriften« Kopien des »Leuchter-Reports«“ sichergestellt, eine eventuelle Verwendung dieser Materialien bei der Ausbildung von Gruppenleitern wurde von der Staatsanwaltschaft geprüft. Der Vorwurf der Bildung einer kriminellen Vereinigung wurde nach kurzer Zeit fallengelassen, die Ermittlungen wegen Volksverhetzung auf insgesamt neun Personen ausgeweitet. Parallel zu den staatsanwaltschaftlichen Ermittlungen wurde die staatliche Förderung des Vereins überprüft.
Die Verfahren gegen acht der neun Beschuldigten wurden eingestellt. Im neunten Verfahren wurde der Geschäftsführer des Pfadfinderbundes Süd am 8. Mai 1997 freigesprochen, da die ihm vorgeworfene Holocaustleugnung „nicht eindeutig (einer) zeitlich bestimmten Veranstaltung des PBS“ zugeordnet werden konnte und somit eine Verjährung nicht ausgeschlossen war.
Während der Ermittlungen distanzierten sich die im Ring Deutscher Pfadfinderinnenverbände und im Ring deutscher Pfadfinderverbände zusammengeschlossenen Organisationen vom Pfadfinderbund Süd und erklärten, die dem Pfadfinderbund Süd vorgeworfenen Aktivitäten „stimmten (nicht) mit den Grundlagen der internationalen Pfadfinderbewegung (…) überein“. Der ebenfalls in Baden-Württemberg aktive Pfadfinderbund Südlegion änderte 1999 wegen der andauernden Verwechslungsgefahr und der dadurch gegebenen negativen Außenwirkung seinen Namen in Pfadfinderbund Horizonte.

## Gliederung
Der Pfadfinderbund Süd gliedert sich 2013 in fünf als Stämme bezeichnete Ortsgruppen, die schwerpunktmäßig in Nordbaden angesiedelt sind.
Seine Mitglieder werden intern in die drei Altersstufen Wölflinge, Pfadfinder und Rover eingeteilt.